# Escola Superior de Cinema i Audiovisuals de Catalunya
|  | «ESCAC» redirigeix aquí. Si cerqueu el terme escaquístic, vegeu «Escac». |

L'Escola Superior de Cinema i Audiovisuals de Catalunya (ESCAC) és una escola de cinema i audiovisuals a Terrassa. Es va fundar el 1994 a partir dels estudis del Centre Calassanç de formació professional. El 2003 deixa l'edifici de l'Escola Pia de Sarrià i se'n va al complex universitari «La Farinera» de Terrassa, una antiga fàbrica de vapor.
Josep Maixenchs la va fundar el 1993 a l'Escola Pia de Sarrià. El 1994 s'hi imparteix un primer Graduat Superior en Cinema i Audiovisuals. Es vincula a la Universitat de Barcelona. Ofereix el grau en cinematografia, el primer que s'imparteix a l'Estat espanyol.

## L'escola
L'Escola Superior de Cinema i Audiovisuals de Catalunya (ESCAC), és un centre docent de caràcter privat que forma professionals en les diferents branques cinematogràfiques i de l'audiovisual. Dona una formació teòrica i pràctica en la realització de productes audiovisuals, incloent-hi la part comercial. Al grau de màster es pot especialitzar en una de les branques majors de la professió: direcció, producció, fotografia, muntatge, guió, so, direcció artística, efectes visuals i documental. La revista nord-americana The Hollywood Reporter veu en el format de la formació que imposa els estudiants des del quart anys a sortir de la teoria i començar a produir com un format d'èxit. En veu com a prova la col·laboració amb les escoles de cinema de Londres i de París.
Està adscrita a la Universitat de Barcelona. Actualment la dirigeix el productor de cinema Sergi Casamitjana.
L'Acadèmia de les Arts i de les Ciències Cinematogràfiques, la Societat General d'Autors i Editors, ajuntament de Terrassa, Image Film, Luck Internacional i Escola Pia de Catalunya pertanyen al patronat de la Fundació que governa l'escola. El centre manté contactes amb les principals empreses de producció i serveis de la indústria audiovisual (Warner Bros., El deseo, Tele 5…).
Des de la seva fundació, centenars d'alumnes d'una vintena de nacionalitats diferents hi han estudiat, en destaquen, entre d'altres, Juan Antonio Bayona, Kike Maíllo, Mar Coll, Javier Ruiz Caldera, Neus Ollé, Marçal Forés, Aina Calleja, Carlos Catalán, Oriol Capel, Òscar Faura o Bet Rourich.

## La productora
El 2006 es crea en el si de l'escola la productora Escándalo Films, amb el propòsit d'impulsar el treballs dels alumnes i graduats. Al llarg dels anys Escándalo Films va anar ampliant les seves àrees d'actuació, sempre mantenint el seu vincle amb l'ESCAC. El 2012 Escándalo Films dona pas a ESCAC Films com a productora dels treballs sorgits de l'escola.

## Reconeixements
A través de les productores Escándalo Films i ESCAC Films ha guanyat més de 500 premis internacionals amb els films realitzats pels seus alumnes i graduats.